# Posthardcore
Posthardcore is een muziekgenre dat in de vroege jaren 80 in de Verenigde Staten is ontstaan. Het genre is voortgekomen uit de hardcore punk. De bands die zich hierdoor lieten inspireren, sloegen een andere muzikale richting in. De muziek werd complexer en de boodschap werd dynamischer overgebracht.
Tot de eerste posthardcorebands worden Hüsker Dü, Minutemen en Fugazi gerekend. Gedurende de jaren 80 en jaren 90 concentreerde het genre zich in steden waar hardcorescenes waren ontstaan. Terwijl Victory Records het genre stevig vermarkte, stonden veel bands onder contract bij Dischord Records. Het mainstreamsucces kwam in de jaren 00. Het label 'posthardcoreband' werd ondertussen steeds losser geïnterpreteerd en ook op emo- en poppunkbands geplakt.